# Shania Twain (album)
Shania Twain is het eerste album van Shania Twain en werd uitgebracht in 1993. In eerste instantie had het album weinig succes. Later, toen Shania met haar succesalbums The Woman in Me en Come on Over wél veel succes had, kregen haar fans ook interesse in haar eerdere werk. Er zijn in de Verenigde Staten meer dan 1 miljoen exemplaren verkocht.
Het eerste album van Shania Twain bevat slechts één nummer dat door haar zelf geschreven is.

## Tracklist
1. "What Made You Say That" (Tony Haselden, Steve Munsey Jr.) – 2:58
2. "You Lay a Whole Lot of Love on Me" (Hank Beach, Forest Borders II) – 2:48
3. "Dance with the One That Brought You" (Sam Hogin, Gretchen Peters) – 2:23
4. "Still Under the Weather" (Skip Ewing, L. E. White, Michael White) – 3:06
5. "God Ain't Gonna Getcha for That" (Kent Robbins, Eilleen Twain) – 2:44
6. "Got a Hold on Me" (Rachel Newman) – 2:14
7. "There Goes the Neighborhood" (Tommy Dodson, Bill C. Graham, Alan Laney) – 3:17
8. "Forget Me" (Stephony Smith) – 3:21
9. "When He Leaves You" (Mike Reid, Keny Robbins) – 4:21
10. "Crime of the Century" (Richard Fagan, Ralph Murthy) – 3:29

## Single chronologie
- What Made You Say That (9 maart 1993)
- Dance With the One That Brought You (13 juli 1993)
- You Lay a Whole Lot of Love on Me